# Christopher Street
La Christopher Street (en inglés: Calle Christopher) es una calle en el barrio neoyorquino West Village del borough de Manhattan. Corre de oeste a este y es la continuación de la Calle 9 desde la Sexta Avenida.
Es más conocida por la Stonewall Inn, que estuvo ubicada en esta calle. Como resultado de los disturbios de Stonewall en 1969, la calle se convirtió en el centro del movimiento por los derechos LGBT en el estado de Nueva York a finales de los años 1970. En la actualidad, tanto el local como la calle sirven como un símbolo internacional del orgullo LGTB+.
Christopher Street fue nombrada en honor de Charles Christopher Amos, el dueño de la propiedad heredada que incluyó la ubicación de esta calle. Amos es también el nombre de la cercana Charles Street, y de la antigua Amos Street, que hoy es la Calle 10 Oeste.

## Historia

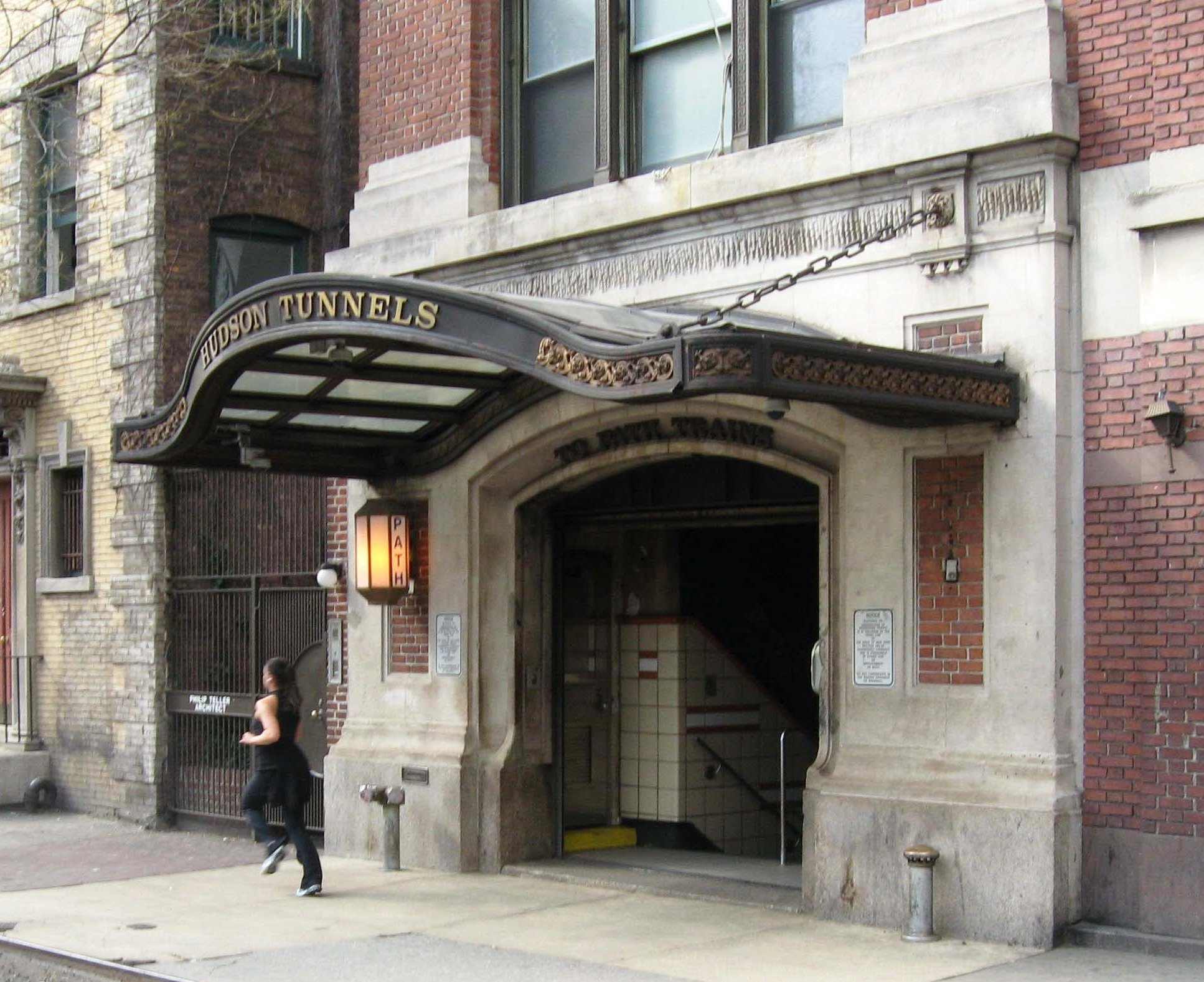
Estación Christopher Street de la Autoridad Portuaria Trans-Hudson (PATH)

Christopher Street es, técnicamente, la calle más antigua en West Village, ya que recorridó el límite sur dela propiedad del almirante Sir Peter Warren, que colindaba con el antiguo camino de Greenwich (hoy Greenwich Avenue) al este y se extendía al norte hasta lo que hoy es Gansevoort Street. La calle fue brevemente llamada Skinner Road en honor del coronel William Skinner, el yerno de Sir Peter. La calle recibió su actual nombre en 1799, cuando el terreno fue adquirido por el heredero de Warren, Charles Christopher Amos. Charles Street aún se mantiene, pero Amos Street es hoy la Calle 10 Oeste.
El camino recorrió hasta más allá del muro de la iglesia de San Lucas en los Campos (construida entre 1820–22; reconstruida luego de un incendio entre 1981–85) que aún se levanta a su izquierda, hasta los muelles del ferry conmemorado en la Weehawken Street de sólo una cuadra de largo (abierta en 1829), la calle más corta en todo West Village. En el río Hudson, con sus inicios en el rio y extendiéndose al norte hasta la calle 10, la prisión de Newgate, la primera prisión del estado de Nueva York, ocupó el sitio entre 1796 a 1829, cuando esta institución fue trasladada a Sing Sing y la ciudad lotizó y vendió el terreno.
West Street se encuentra en terrenos más recientemente ganados al río pero la procesión de botes que hicieron el pase inaugural a través del canal de Erie pararon en el muelle de ferries ubicado al final de Christopher Street, el 4 de noviembre de 1825, donde los recibió una delegación de la ciudad. Juntos procedieron a la bahía donde el bote de agua traída desde los Grandes Lagos fue ceremonialmente vaciada en el agua salada.
En 1961, Jane Jacobs, residente en el área y autor de The Death and Life of Great American Cities publicado ese mismo año, encabezó un grpo que exitosamente detuvo el plan del alcalde Robert Wagner de demoler doce manzanas a lo largo de West Street al norte de Christopher Street, incluyendo el lado norte de ésta hasta Hudson Street, y dos manzanas adicionales al sur de éste para renovación urbana.

## Ícono LGBT

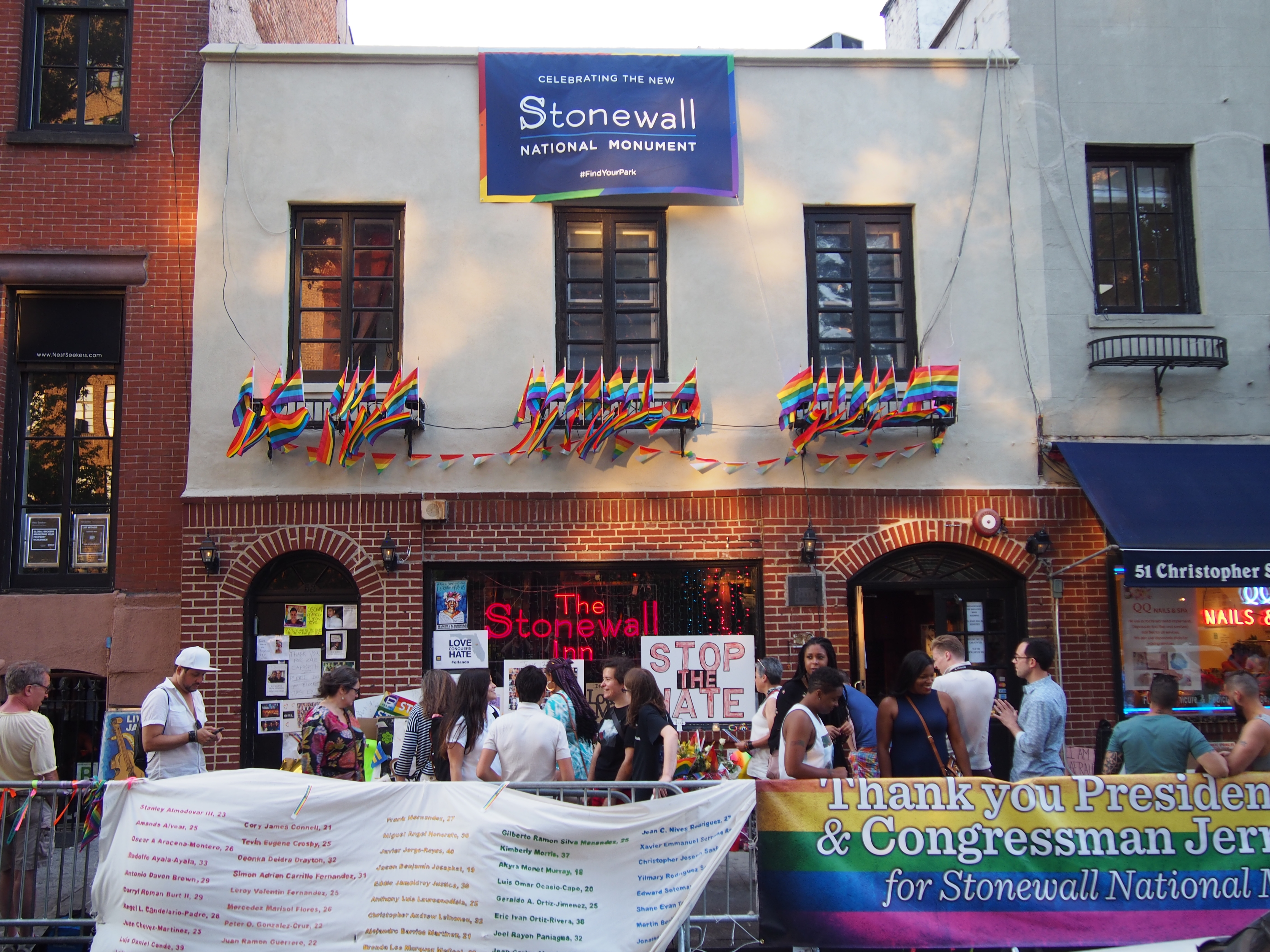
El Stonewall Inn en Christopher Street en Greenwich Village, un monumento histórico estadounidense y a designated U.S. National Historic Landmark and monumento nacional, fue el lugar de los disturbios de Stonewall de junio de 1969 y la cuna del moderno movimiento LGBT

En los años 1970, Christopher Street se convirtió en la vía principal del movimiento gay de Nueva York. Grandes números de hombres gay caminaban por esta vía a todas horas. Bares gay y tiendas que vendían ropa de cuero fetichista y artículos artísticos decorativos florecieron en ese tiempo. Esto cambió dramáticamente con la pérdida varios hombres gay durante la epidemia del SIDA en los años 1980. El aparente centro de la vida gay se mudó luego hacia el norte de la calle 14 al barrio de Chelsea.
Christopher Street es la ubicación del Stonewall Inn, el bar cuyos clientes pelearon contra una redada policial, dando inicio a los disturbios de Stonewall de 1969 que son ampliamente vistos como el nacimiento del movimiento de liberación LGBT. El Christopher Street Liberation Day Committee(en inglés: Comité del Día de Liberación de Christopher Street) se formó para conmmemorar el primer aniversario de ese vento, el inicio de la tradición internacional de un evento a fines de junio para celebrar el orgullo LGBT. Los festivales anuales del orgullo LGTB en Berlín, Colonia y otras ciudades alemanas son conocidas como Christopher Street Day o "CSD".
Christopher Street, una respetada revista gay, empezó a publicarse en julio de 1976 y cesó en diciembre de 1995.
Anaïs Nin alguna vez trabajó en Lawrence R. Maxwell Books, ubicado en el 45 Christopher Street.

### Locaciones icónicas
Cerca a la Sexta Avenida, Christopher Street se interseca con una calle corta y sinuosa llamada coincidentemente Gay Street. (40°44′01″N 74°00′02″O / 40.733542, -74.0004981)
Desde 1992, Christopher Park, ubicado en la interesección de las calles Christopher, Grove, y 4 Oeste, ha alojado un duplicado de la escultura del Monumento a la Liberación Gay de George Segal para conmemorar la tradición a favor de los derechos LGTB en el área.
La Oscar Wilde Bookshop, ubicada en la esquina de las calles Christopher y Gay, fue la librería LGBT más antigua en el mundo hasta su clausura en el 2009.

## Otras locaciones.

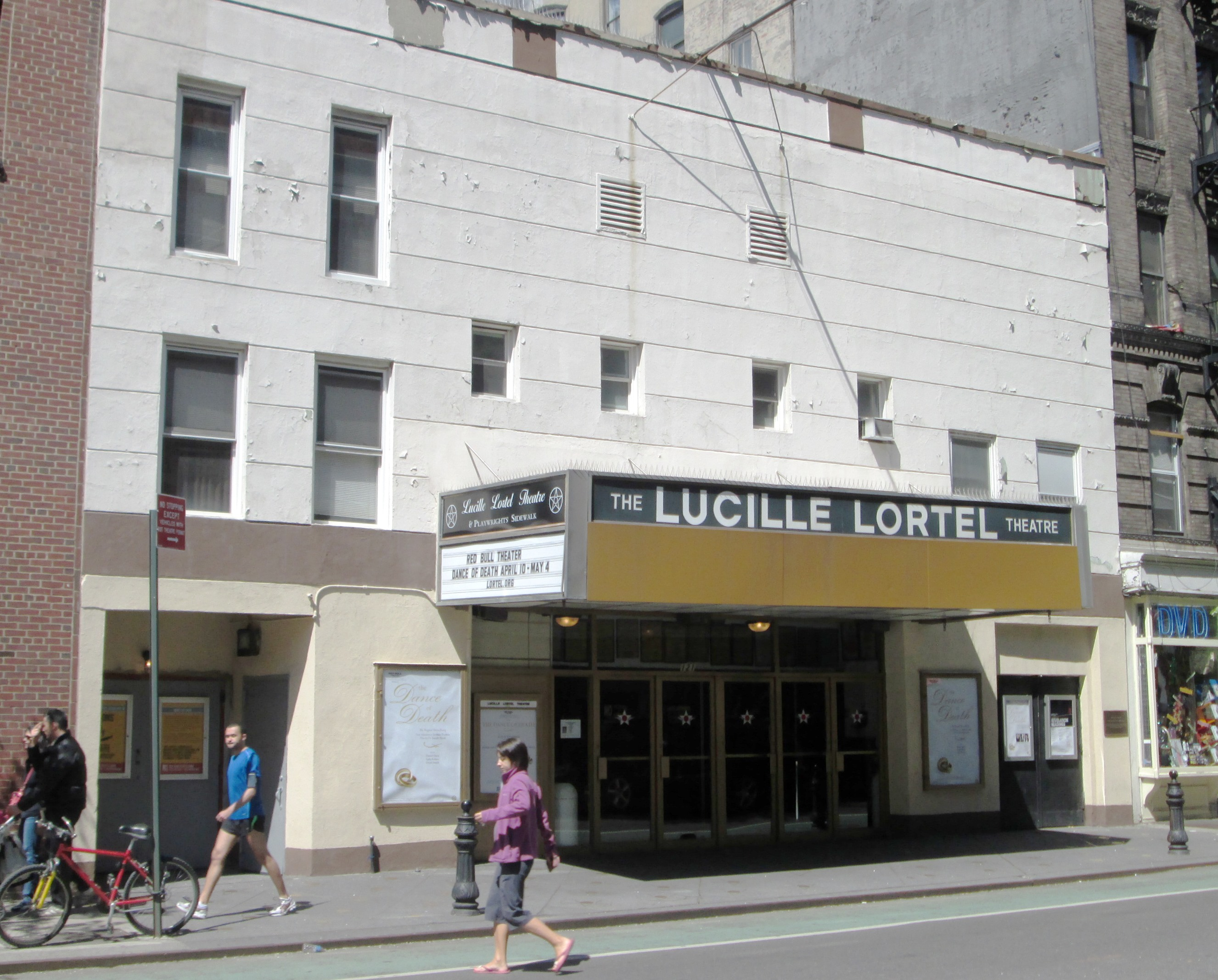
Lucille Lortel Theatre

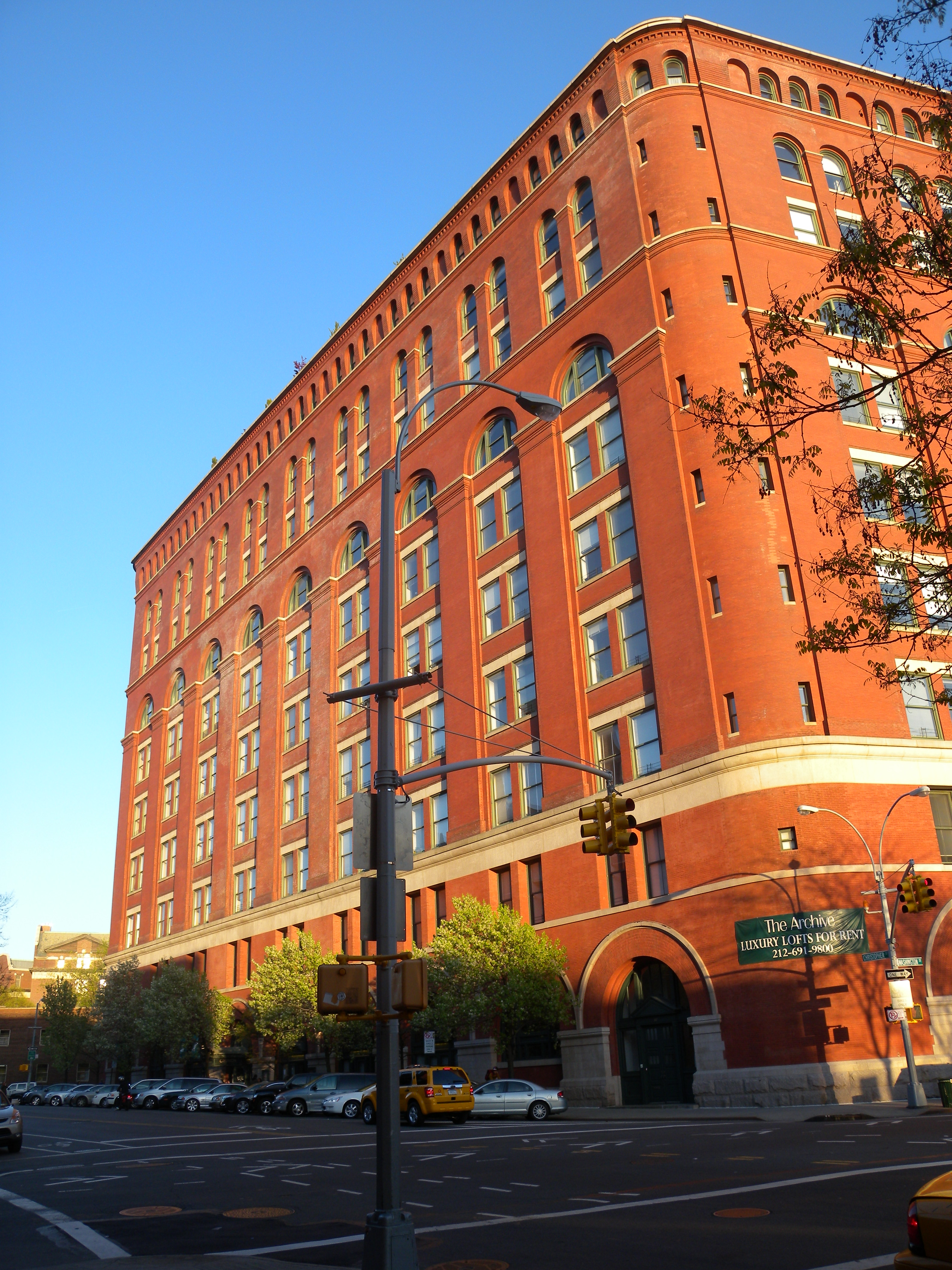
Antigua Oficina de Tasaciones de los Estados Unidos, luego sirvió de localidad para oficinas federales y hoy es "The Archive", un edificio de departamentos que se encuentra listado en el Registro Nacional de Lugares Históricos y es también un monumento de la ciudad.

- McNulty's Tea and Coffee Company, un proveedor desde 1895, se ubica en la calle.[17][18]
- Kettle of Fish, un bar en Christopher Street que alguna vez se ubicó en el segundo piso del famoso Gaslight Cafe en MacDougal Street. Desde la generación beat, se le ha afiliado con la hinchada de los Green Bay Packers.[cita requerida]
- Junto a Sheridan Square se encuentra Christopher Park, un monumento de 586 metros cuadrados. El parque contiene una estatua de bronce de Philip Sheridan y una reproducción de la escultura de George Segal Liberación Gay, ubicada originalmente en la Universidad Stanford.
- La iglesia luterana de San Juan se ubica en el 81 Christopher Street, entre las calles Bleecker y 4 Oeste.
- El Lucille Lortel Theatre, un escenario Off-Broadway se ubica en el 121 Christopher Street.
- En el extremo oeste se encuentra el Embarcadero de Christopher Street, que fue recientemente renovado y convertido en un parque con frente al río.
- Christopher Street es la primera estación en Manhattan en la rama de la calle 33 del PATH. El PATH identifica la estación Christopher Street con una gran C mayúscula.
- La calle también alberga una estación de la línea de la Séptima Avenida-Broadway del  Metro de Nueva York en Christopher Street – Sheridan Square (trenes 1 y 2). Antiguamente también existía una estación elevada de la línea de la Novena Avenida.
- En la esquina suroeste de la Séptima Avenida y Christopher Street se encuentra el Triángulo de Hess, un mosaico con una leyenda que dice "Property of the Hess Estate Which Has Never Been Dedicated for Public Purpose" (en inglés: Propiedad de la Sucesión Hess que no ha sido nunca dedicado al servicio público). Un error en el plano de la línea de metro dejó que este pequeño triángulo permanezca siendo una propiedad privada..

## Residentes notables actuales o pasados
- Theodor W. Adorno, teórico filosófico y cultura, vivió un tiempo en el 45 Christopher Street
- Eva Amurri, actriz
- Bob Balaban, actor y escritor, vivió en el 95 Christopher Street
- Vincent Canadé, artista, vivió en el 86 Christopher Street en los años 1930.
- James Coco, actor, vivió un tiempo en el 45 Christopher Street
- E. E. Cummings, poeta, vivió en el 11 Christopher Street en 1918[19]
- Harlan Ellison, autor de ciencia ficción, vivió en el 95 Christopher Street a inicios de los años 1960
- Dick Francis, ilustrador de ciencia ficción, vivió un tiempo en el 105 Christopher Street
- Ben M. Hall, autor y fundador de la Sociedad Histórica del Teatro de los Estados Unidos, vivió en el 181 Christopher Street donde fue asesinado en 1970.
- Rosemary Harris, actriz, vivió un tiempo en el 77 Christopher Street
- Philip Seymour Hoffman, actor.
- Sally Kirkland, actriz, vivió un tiempo en el 84 Christopher Street
- Luigi Lucioni, pintor italoestadounidense conocido por sus bodegones, paisajes y retratos. Su familia emigró a Christopher Street desde Malnate, Italia, en 1911.[20]
- Peter MacNicol, actor, vivió un tiempo en el 95 Christopher Street
- Marshall W. Mason, director de teatro, vivió en el 165 Christopher Street por 43 años.
- David "Fathead" Newman, músico de jazz que vivió en el 95 Christopher en los años 1980.
- Yoko Ono, cantante y artista, vivió un tiempo en el 87 Christopher Street.
- William Poole, miembro de la pandilla neoyorquina Bowery Boys.
- Dawn Powell, autor, vivió en el 95 Christopher Street de 1963 hasta 1965[21]
- Lindsay Price, actriz
- Amy Sedaris, actriz y comediante, vivió un tiempo en el 95 Christopher Street
- Linda Solomon, editora neyoroquina de New Musical Express y columnista de Village Voice vivió en el 95 Christopher de 1960 a 1999
- Ted White, autor y editor, vivió un tiempo en el 105 Christopher Street

## En la cultura popular
- "Christopher Street" es tanto una canción como la localización principal del musical de 1953 Wonderful Town.
- El patio del 125 Christopher Street fue el modelo para los sets de la película de 1954 La ventana indiscreta, dirigida por Alfred Hitchcock.[22]
- El episodio de 1979 "El Espía" del show de televisión Barney Miller -- acerca de un grupo de detectives de la policía neoyorquina que trabajan en el ficticio precinto 12 en Greenwich Village -- estableció que la dirección de la casa de Miller era el 617 Christopher Street.
- En la canción "Rene and Georgette Magritte with Their Dog after the War" de 1983 de Paul Simon, el artista René Magritte y su esposa Georgette "estaban paseando por Christopher Street cuando se detuvieron en una tienda para hombres."
- Lancaión "My My Metrocard", de 1999 de la banda punk queercore Le Tigre de su álbum debut, menciona la ubicación.[23]
- En el episodio 3 de la séptima temporada del show NYPD Blue (junio del 2000), "El nombre con dos zapatos derechos" muestra Christopher Street directamente luego de que los detectives mencionan "ir a los bares de hadas" para encontrar un prostituto gay.[cita requerida]
- La canción de Lou Reed "Halloween Parade" de su álbum de 1989 New York empieza con la línea: "There's a downtown fairy singing out 'Proud Mary' as she cruises Christopher Street."
- En la serie de cómic "Predicador", se referencia como la actual dirección del detective Paul Bridges, implicando que el rudo, despiadado y homofóbico detective era, en realidad, homosexual.